# Fürstenberg-Messkirch
Fürstenberg-Messkirch fue un condado de Fürstenberg localizado en Messkirch. Era una partición de Fürstenberg-Blumberg, fue elevado a principado en 1716, y fue heredado por los condes de Fürstenberg-Fürstenberg en 1744.

## Condes de Fürstenberg-Messkirch (1614-1716)
- Wratislaw II (1614-1642)
- Francisco Critóbal (1642-1671)
- Federico Critóbal (1671-1684)
- Froben Fernando (1684-1716)

## Príncipes de Fürstenberg-Messkirch (1716-1744)
- Froben Fernando (1716-1735)
- Carlos Federico (1735-1744)

- Datos: Q587530